# Mathilde Gabriel-Péri
Mathilde Gabriel-Péri, née Mathilde Taurinya le 7 juin 1902 à Canet (Pyrénées-Orientales) et morte le 16 décembre 1981 à Boulogne-Billancourt (Hauts-de-Seine), est une femme française, membre du Parti communiste français. Elle est députée constituante de Seine-et-Oise entre 1945 et 1946 puis députée du même département jusqu'en 1958, sous les trois législatures de la IVe République, vice-présidente de l'Assemblée nationale.

## Biographie

### Origines familiales
Mathilde Taurinya est la fille d'ouvriers agricoles. Elle exerce elle-même la profession d'ouvrière. Elle est la belle-sœur du dirigeant communiste André Marty, mari de sa sœur aînée Pauline (1898-1993). En 1927, elle épouse l'homme politique communiste et futur député Gabriel Péri dont elle est par la suite séparée pendant un an lorsqu'il est incarcéré fin 1929, puis pendant la Seconde Guerre mondiale alors qu'il a une relation avec Sofia Jancu, une journaliste.

### Seconde Guerre mondiale
Elle milite au Parti communiste français. En 1940, Mathilde Péri est internée administrativement au camp de Rieucros (Lozère). Le 18 mai 1941, elle y apprend l'arrestation de son mari, pour faits de résistance. Au seuil de sa mort, avant son exécution, ce dernier écrit une lettre à l'un de ses amis : « C'est vous qui annoncerez à Mathilde que je suis mort la tête haute. Dites-lui que j’ai eu un repentir : celui de ne lui avoir pas toujours fait la vie sérieuse qu'elle méritait. Mais dites-lui de porter fièrement le voile de veuve ». Après guerre, il fait partie des figures de proue mises en avant par le PCF, dont les élus donnent le nom de Gabriel-Péri à de nombreuses voies publiques ou places.

### Parcours politique
La carrière politique de Mathilde Péri commence en 1944, lorsqu'elle devient l'une des seules femmes déléguée à l'Assemblée consultative provisoire de Paris et y est aussi porte-parole de l'Union des femmes françaises. Elle est députée aux deux assemblées constituantes en 1945-1946 puis députée de la 1re circonscription de Seine-et-Oise (Argenteuil-Bezons) en 1946, 1951 et 1956. À partir de 1951, elle est élue sous le nom de Mathilde Gabriel-Péri. Elle compte parmi les premières femmes députées de l'histoire française. Vice-présidente de l’Assemblée nationale du 10 janvier 1950 au 11 janvier 1951, elle préside 59 séances en deux ans. Elle est membre de la commission des pensions civiles et militaires et des victimes de la guerre et de la répression et se montre une parlementaire active.
Elle est également présidente de l'Association des familles de fusillés.

## Mandats de députée

### Assemblées constituantes
- Du 21 octobre 1945 au 10 juin 1946 : députée de Seine-et-Oise[5]
- Du 2 juin 1946 au 27 novembre 1946 : députée de Seine-et-Oise

### Quatrième République

#### Irelégislature
- Du 10 novembre 1946 au 4 juillet 1951 : députée de Seine-et-Oise

#### IIelégislature
- Du 17 juin 1951 au 1er décembre 1955 : députée de Seine-et-Oise

#### IIIelégislature
- Du 2 janvier 1956 au 8 décembre 1958 : députée de Seine-et-Oise